# 舒曈
舒曈（1398年—？），字仲曦，浙江紹興府餘姚縣人，民籍。明朝政治人物。進士出身。

## 生平
宣德七年（1432年）壬子科浙江鄉試第二十四名，宣德八年（1433年）聯捷癸丑科會試第六十一名，殿試登進士第二甲第四名，除行在戶科給事中，正統九年陞河南開封府知府。

## 家族
曾祖父舒文澤。祖父舒禮。父亲舒好古。